# I'll Get You
I'll Get You é uma canção escrita por John Lennon e Paul McCartney, creditada Lennon/McCartney, e gravada pela banda britânica The Beatles em 1963. Ela foi lançada como lado B de um single, com o lado A sendo She Loves You.